# جزيرة هالوس هيلير
جزيرة هالوس هيلير وهي جزيرة من جزر إندونيسيا، وتتبع إقليم كليمنتان الجنوبية في إندونيسيا.